# Sreedharan Champad
Sreedharan Champad (1938 – 14 de junio de 2024) fue un artista de circo, historiador del circo y escritor en lengua malabar de Kerala, India. Trabajó en varios campos, incluyendo como gerente de circo, artista de trapecio volante, oficial de relaciones públicas de una compañía de circo, conductor de auto, cobrador de facturas, periodista y escritor. Champad escribió más de 20 libros, incluyendo novelas, más de 100 cuentos, biografías y artículos. Su libro An Album of Indian Big Tops narra la historia de la industria circense en India desde 1880 hasta 2010.

## Biografía
Champad nació en 1938 en Champad, cerca de Thalassery, en el distrito de Kannur, hijo de Kunjikannan y Narayani. Después de aprobar el décimo grado, ingresó en el Devagiri College en Kozhikode, pero debido a limitaciones financieras abandonó sus estudios y se fue a Madrás. En 1956, se unió al Gran Circo Rayman en Howrah como oficinista y luego se convirtió en artista de trapecio en el circo. Sreedharan también fue un experto trapecista en circos como Jumbo, Gemini, Amar y Great Raymond. En 1961, mientras estaba en Chengalpet, dejó temporalmente el campo del circo cuando el Gran Circo Oriental le rechazó para ir en su gira por Malasia. Después de estudiar ingeniería automotriz en Madrás durante dos años, trabajó como mecánico de diésel en la Corporación de Transporte del Estado de Madrás durante seis meses. Luego trabajó como conductor de auto en Kozhikode durante algún tiempo. Sridharan también fue editor en jefe de la revista semanal Padayani publicada desde Thalassery, editor de noticias de Padayani y editor de la revista Jagannath. También trabajó como corresponsal del Servicio de Noticias Kaumudi durante cinco años.
"Ring Boy", publicado en el semanario Mathrubhumi en 1964, fue su primer cuento. Su primera novela, *Anyonyamthedi nadannavar*, fue publicada en el semanario Mathrubhumi en 1977. Champad estaba trabajando recientemente en una nueva novela sobre el contexto sociocultural de Panoor y sus alrededores desde 1947.
Él y su esposa Valsala tuvieron cuatro hijos. Residía en su casa Srivastsa en Pathayakunnu, Pattiam, en el distrito de Kannur.
Champad murió en su casa en Kannur el 14 de junio de 2024, a los 86 años.

## Contribuciones

### Contribuciones literarias
- Champad, Sreedharan (septiembre de 2013). An Album of Indian Big Tops (History of Indian Circus) Strategic Book Publishing. ISBN 978-1-62212-766-5. Este libro narra la historia de la industria circense en India desde 1880 hasta 2010.
- Champad, Sreedharan (2012). *Thamp Paranja Jeevitham*. Kottayam: DC Books. ISBN 978-81-264-3901-0. OCLC 833631326. Autobiografía.
- Sarkkasinte lokam* (Significado: el mundo del circo).[5]
- Keeleri, biografía de Keeleri Kunjikannan.[7]
- C. V. Narayanan Nair.[7]
- Raktham Chinthiyavar.[7]
- Anyonyam Thedi Nadannavar.[4]
- Komali.[4]
- Ring.[4]
- Koodaram.[4]
- Antharam.[4]
- Arangettam Circus Kathakal.[7]
- Clint.[4]
- Thacholi Othenan.[4]
- Payyampally Chanthu.[4]
- Aromal Chekavar.[4]
- Unniyarcha.[4]
- Thamp.[4]
- Mela, esta fue posteriormente adaptada a una película malabar.[7]
- Athippara.[4]
- Utharaparvvam.[4]
- Mahacharithamala.[4]
- Gurudevakathamrutham.[4]

## Cine
Champad fue fundamental en el trasfondo de películas como Thampu, Mela, Aaravam, Kummatty, Apoorva Sahodarangal, Joker y *Bhumimalayalam. También fue autor de los documentales malabares titulados Circus y Cirus Lokam (Mundo del Circo) transmitidos por Doordarshan.

## Premios y honores
- Premio de la Academia Sahitya de Kerala por Contribuciones Generales en 2014 por su destacada contribución a la literatura en malabar.[4]
- Primer *Vagbhadananda Prathibha Puraskaram.[13]